# Мовники
Мо́вники — село в Україні, у Литовезькій сільській громаді Володимирського району Волинської області. Населення становить 471 особу.

## Географія
Село розташоване на правому березі Західного Бугу біля кордону з Польщею.

## Історія
Посеред історичних документів князів Чорторийських, датованих 1555 роком, є «Виновная запись князя Олександра Федоровича Чарторийского» — він відписує своїй дружині «…Магдалене Деспотовне третью часть имения Литовежа, монастыря св. Николы с селами Лишней и Осмиловичи, Молников Двор, Жджаров и сел боярских вокруг замка Литовежа…»[джерело?]
У 1906 році село Грибовицької волості Володимир-Волинського повіту Волинської губернії. Відстань від повітового міста 27 верст, від волості 9. Дворів 66, мешканців 489.
Після ліквідації Іваничівського району 19 липня 2020 року село увійшло до Володимир-Волинського району.

## Населення
Згідно з переписом УРСР 1989 року чисельність наявного населення села становила 602 особи, з яких 278 чоловіків та 324 жінки.
За переписом населення України 2001 року в селі мешкали 602 особи.

### Мова
Розподіл населення за рідною мовою за даними перепису 2001 року:
| Мова       | Відсоток |
| ---------- | -------- |
| українська | 98,02 %  |
| російська  | 1,49 %   |
| білоруська | 0,17 %   |
| молдовська | 0,17 %   |

## Пам'ятки та памʼятники
На захід від села знаходиться загальнозоологічний заказник місцевого значення Прибужжя.
Храм Різдва Пресвятої Богородиці ПЦУ 1713 року побудови  

## Відомі люди
В Мовниках похований Пушкарук Володимир Сергійович (1972—2014) — старшина резерву, батальйон «Донбас», загинув під Іловайськом.